# Coppa Italia di pallacanestro maschile 1972
La Coppa Italia 1972 è stata la quinta edizione della competizione di pallacanestro maschile.

## Primo turno
21 maggio 1972
- S.C. Matera-Partenope Napoli Basket 57-128
- S.C. Catania-Mobilquattro Milano 56-115
- Valtarese Borgotaro-Gamma Varese 61-102
- ASSI Brindisi-Gorena Padova 68-93
- Splügen Gorizia-Norda Bologna 70-121
- Athletic Genova-Simmenthal Milano 61-92
- Viola Reggio Calabria-Stella Azzurra Roma 71-115
- Saclà Asti-Eldorado Bologna 92-74
- Edisaie Roma-Monti Roseto 55-82
- Savoia Bolzano-Snaidero Udine 67-149
- Fratta Umbertide-Sapori Siena 59-90
- Edera Trapani-Splügen Venezia 60-102
- Lupo Pesaro-Fluobrene Mestre 84-92
- Juve Caserta-Maxmobili Pesaro 73-71
- Esperia Cagliari-Forst Cantù 42-120
- Ignis Varese ammessa direttamente ai quarti.

## Quarti di finale
27 e 28 maggio 1972

### Concentramento a Bergamo
- Gorena Padova-Snaidero Udine 97-85
- Ignis Varese-Fluobrene Mestre 83-56
- Fluobrene Mestre-Snaidero Udine N.D.
- Ignis Varese-Gorena Padova 94-75

### Concentramento a Reggio Emilia
- Splügen Venezia-Saclà Asti 93-92
- Forst Cantù-Monti Roseto 123-45
- Saclà Asti-Monti Roseto 88-75
- Forst Cantù-Splügen Venezia 91-78

### Concentramento a Pescara
- Norda Bologna-Partenope Napoli Basket 92-90
- Mobilquattro Milano-Sapori Siena 85-66
- Partenope Napoli Basket-Sapori Siena 86-57
- Mobilquattro Milano-Norda Bologna 88-82

### Concentramento a Caserta
- Simmenthal Milano-Gamma Varese 102-83
- Juve Caserta-Stella Azzurra Roma 86-70
- Stella Azzurra Roma-Gamma Varese 78-68
- Juve Caserta-Simmenthal Milano 72-107

## Final Four
a Torino

### Semifinali
31 maggio 1972
- Ignis Varese-Forst Cantù 88-69
- Simmenthal Milano-Mobilquattro Milano 111-91

### Finale 3º posto
1º giugno 1972
- Mobilquattro Milano-Forst Cantù 84-83

### Finale 1º posto
1º giugno 1972
- Simmenthal Milano-Ignis Varese 81-77

## Verdetti
- Vincitore della Coppa Italia:  Simmenthal Milano
- Formazione: Giulio Iellini, Giuseppe Brumatti, Massimo Masini, Mauro Cerioni, Paolo Bianchi, Giorgio Giomo, Art Kenney, Doriano Jacuzzo, Ferrari, Sergio Borlenghi. Allenatore: Cesare Rubini.
- La Mobilquattro acquisisce la possibilità di disputare la successiva Coppa delle Coppe in quanto Milano e Varese sono impegnati con la Coppa dei Campioni[1].

## Classifica marcatori
|  | Punti | Marcatore       | Squadra        |
|  | ----- | --------------- | -------------- |
|  | 101   | John Fultz      | Virtus Bologna |
|  | 86    | Dennis Grey     | Milano 1958    |
|  | 83    | Manuel Raga     | Pall. Varese   |
|  | 78    | Carlo Recalcati | Pall. Cantù    |
|  | 76    | Jim Williams    | Partenope      |